# Rudolph Said-Ruete
Rudolph Said-Ruete (Hamburg, 13 april 1869 - Luzern of Londen?, 31 maart 1946) was een Duits militair, economisch figuur, journalist en schrijver; later met de Engelse nationaliteit.

## Leven en werk
Sayyid Rudolph Said-Ruete was de zoon van Emily Ruete, ook wel bekend als Sayyida Salme, schrijfster van de autobiografie Memoiren einer arabischen Prinzessin (1886), en de Duitse koopman Rudolph Heinrich Ruete. In 1906 kreeg hij van de stad Hamburg toestemming om zijn achternaam officieel te veranderen van Ruete naar Said-Ruete.
Said-Ruete diende na een militaire opleiding in Keulen en Groß-Lichterfelde in het Pruisische leger. Tijdens een aanstelling bij het Duitse consulaat in Syrië had hij gelegenheid om zijn moeder te bezoeken, die toen in Libanon woonde. In 1898 nam hij ontslag met de rang van eerste luitenant in het 15e Artillerieregiment. Daarna was hij werkzaam in verschillende koloniale bedrijven, met name in Egypte. Hij trouwde in 1901 met Maria Theresa Mathias (1872-1947). Het echtpaar had twee kinderen: Werner Heinrich Mathissen (1902-1962) en Olga Salme Mathilde Benvenuta (1910-1985). In 1910 trok hij zich terug uit het zakenleven en vestigde zich met zijn gezin in Londen. Tijdens de Eerste Wereldoorlog verbleef de familie in Zwitserland. Vanwege de opkomst van de nazi's verhuisde hij in 1934 vanuit Hamburg naar London, waar hij vanaf 26 november Brits staatsburger werd.
Said-Ruete poogde op te treden als bemiddelaar in de internationale politiek, met name in de Duits-Engelse betrekkingen voor en tijdens de Eerste Wereldoorlog, en in de Arabisch-joodse betrekkingen in Palestina. Hij stond regelmatig in contact met vele invloedrijke personen in de politiek, het regeringswezen en de bankwereld.
Said-Ruete was sterk geïnteresseerd in de familiegeschiedenis van zijn moeder, verzamelde materiaal over de geschiedenis van de sultans van Oman and Zanzibar, en publiceerde hierover. Tijdens een aantal bezoeken van de sultans van Zanzibar aan Londen in de jaren '20 en '30 had hij de gelegenheid de familiebanden opnieuw aan te knopen. In 1930 verleende sultan Khalifa bin Harub bin Thuwayni bin Said hem een onderscheiding in de Orde van de Stralende Ster. Tot Said-Ruetes grote voldoening erkende de sultan hem twee jaar later als kleinzoon van sultan Said bin Sultan en verleende hem de persoonlijke, niet erfelijke, titel "prins (Said) van Zanzibar".
In 1937 schonk Said-Ruete, bevriend met Christiaan Snouck Hurgronje, de boekenverzameling van zijn moeder aan het Oosters Instituut van de Rijksuniversiteit Leiden, opgericht ter ere van Snouck. De collectie bestaat uit meer dan negenhonderd boeken, alle met het ex libris van Said-Ruete, en archiefmaterialen. De boeken werden in eerste instantie opgesteld in het Snouck Hurgronjehuis, waar het Oosters Instituut gevestigd was. In 1980 werd de collectie-Ruete ondergebracht bij het Nederlands Instituut voor het Nabije Oosten. De boekencollectie in de originele boekenkast bevindt zich nog steeds in de bibliotheek van het NINO; de archivalia zijn in 1996 door het Oosters Instituut overgedragen aan de Universiteitsbibliotheek Leiden.

## Publicaties (selectie)
- Eine auto-biographische Teilskizze. (Die Al-bu-Said Dynastie in Arabien und Ostafrika). Luzern, 1932.
- Said bin Sultan (1791-1856), Ruler of Oman and Zanzibar. His Place in the History of Arabia and East Africa. London, 1929.